# La Valette-du-Var
La Valette-du-Var é uma comuna francesa na região administrativa da Provença-Alpes-Costa Azul, no departamento de Var. Estende-se por uma área de 15,5 km². Em 2010 a comuna tinha 24 054 habitantes (densidade: 1 551,9 hab./km²).